# Semjén Nóra
Semjén Nóra (Budapest, 1979 –) magyar színésznő, bábművész. 

## Életpályája
1997-ben érettségizett a Toldy Ferenc Gimnáziumban. 1997-2000 között a Kolibri Színház stúdiósa volt. 2000-2004 között a Színház- és Filmművészeti Egyetem hallgatója volt, bábszínész szakon. 2004-2020 között a Budapest Bábszínház tagja volt. 2020-ban létrehozta az Anyakivan blogot. Videóit több százezren nézik.

## Magánélete
Férje Benedikty Marcell szinkronszínész, videó producer.

## Fontosabb színházi szerepei
- Szidónia kígyó – Hanna Januszewska: A gyáva kistigris (Kuthy Ágnes)
- Bartók Béla: A kékszakállú herceg vára (rendező: Balogh Géza)
- Hajnali csillag peremén (rendező: Tengely Gábor)
- Jázmin, Fecsegi – Salman Rushdie: Hárun és a mesék tengere (rendező: Csató Kata)
- Lázár Magda: Mese a sóról (rendező: Kovács Marianna)
- Lázár Magda: Piroska és a farkas (rendező: Kovács Marianna)
- Athéné – Homérosz-Garaczi László: Odüsszeusz (rendező: Valló Péter)
- Heléna – William Shakespeare: Szentivánéji álom (rendező: Josef Krofta)
- Lány – Michael Ende – Vörös István: Mackó és az állatok (rendező: Veres András)
- Babaarcú Démon, Nagy Zsiráfmadár – Presser Gábor-Varró Dániel: Túl a Maszat-hegyen (rendező: Kovács Géza)
- Szamóca – Gianni Rodari-Khaled-Abdo Szaida: Hagymácska (rendező: Veres András)
- Csillaganya, Tündér Tercia – Lázár Ervin: A legkisebb boszorkány (rendező: Lengyel Pál, felújítás: Kuthy Ágnes)
- A Színház- és Filmművészeti Egyetemen: Kenneth Graeme-Alan Bennett: Szellő a füzesben (rendező Czajlik József)
- Csipkerózsika – Grimm testvérek-Rumi László: Csipkerózsika (rendező: Rumi László)
- Hippolito – Cyril Tourner: A bosszúálló tragédiája (rendező: Alföldi Róbert)
- Carlo Goldoni: A hazug (rendező: Fodor Tamás)

## Filmes és televíziós szerepei
- Lengemesék (2015)
- SztárVár (2005)
- Fekete kefe (2005)
- Farkasember (2008)